# Clarence, Iowa
Clarence är en ort i Cedar County i Iowa. Vid 2010 års folkräkning hade Clarence 974 invånare.